# Michal Martychowiec
弥颢·马堤霍威茨（1987-）当代艺术家，现居德国柏林。

## 生平
Michal Martychowiec - 弥顥.马堤霍威茨，当代艺术家。生于1987年，毕业于伦敦中央圣马丁艺术与设计学院。现活跃于伦敦和柏林艺术圈，并受聘于俄罗斯国家科学院圣彼得堡艺术史学院和中国美术学院。
马堤霍威茨的作品常是透过混合媒介创作的概念性环境装置艺术，包括影像作品、绘画和霓虹灯装置。
他的艺术作品，通常极具符号象征含义，并对艺术史和艺术作品中的人类学进行深入如探究、从艺术史学的传统中开创自己新的艺术语言与叙事。其艺术创作灵感多来源于对东西方哲学的理解和探索，并涉及历史、文学、宗教史、艺术史和现当代文化与传播。

## 外部連結
- 官方網站 （页面存档备份，存于）
- Signum Foundation （页面存档备份，存于）
- Dawid Tomaszewski
- Patio Art Centre （页面存档备份，存于）